# تونتو بیسین (آریزونا)
تونتو بیسین (به انگلیسی: Tonto Basin) یک منطقهٔ مسکونی در ایالات متحده آمریکا است که در شهرستان جیلا، آریزونا واقع شده‌است. تونتو بیسین ۸۱٫۱۲ کیلومتر مربع مساحت و ۱٬۳۸۰ نفر جمعیت دارد و ۶۸۲ متر بالاتر از سطح دریا واقع شده‌است.